# François-Marie Vibert
Pour les articles homonymes, voir Vibert.
François-Marie Vibert de Massingy, né le 14 août 1800 et mort le 31 octobre 1876 à Yenne, est un homme d'église savoyard, considéré comme le 85e évêque de Maurienne.

## Biographie
Issu d'une famille bourgeoise, il effectue des études théologiques et juridiques à Turin, avant d'effectuer son séminaire à Paris. Ordonné prêtre en 1824, il devient secrétaire de François-Marie Bigex à Chambéry, puis grand-vicaire d'Antoine Martinet, nouvel archevêque de Chambéry.
Il est ordonné évêque de Maurienne en 1841 par le cardinal Luigi Lambruschini. Cette nomination s'accompagne des titres de Prince d'Aiguebelle et de comte romain.
Il a été fait commandeur de l’ordre des Saints-Maurice-et-Lazare. Il devient membre de l'Académie de Savoie en 1826.

## Ouvrages
- Catéchisme du diocèse de Maurienne, 1872.
- Clericus et prolyta Franciscus Maria Vibert, anno MDCCCXXI, die IX aprilis.
- avec Giuseppe Baraldi, Discorso per l'anniversario de' principi di Savoja sepolti nella chiesa della reale abbazia di Hautecombe, 1829.
- Notice historique et descriptive sur la royale abbaye d'Hautecombe, 1826.

## Sources
- (en) « Bishop François-Marie Vibert † », sur www.catholic-hierarchy.org, David M. Cheney (consulté le 11 janvier 2010).